# Anisocentropus orion
Anisocentropus orion är en nattsländeart som beskrevs av Wolfram Mey 1997. Anisocentropus orion ingår i släktet Anisocentropus och familjen Calamoceratidae. Inga underarter finns listade i Catalogue of Life.